# Christopher Dahl
Christopher Johan Steckmest Dahl (ur. 8 grudnia 1898 w Oslo, zm. 26 grudnia 1966 tamże) – norweski żeglarz, olimpijczyk, zdobywca złotego medalu w regatach na Letnich Igrzyskach Olimpijskich w 1924 roku w Paryżu.
Na Letnich Igrzyskach Olimpijskich 1924 zdobył złoto w żeglarskiej klasie 6 metrów. Załogę jachtu Elisabeth V tworzyli również Anders Lundgren i Eugen Lunde.